# Леополд III (Австрия)
Леополд III Благочестиви, наричан още Святи и Милостиви (на немски: Leopold III, der Fromme, der Heilige, der Milde; * 1073, Мелк; † 15 ноември 1136 при Клостернойбург) от род Бабенберги, е от 1095 до 1136 г. маркграф на Остаричи, баварската Източна марка (Marcha orientalis) Австрия. От 6 януари 1485 г. той е канонизиран от Римокатолическата църква, а през 1663 г. е обявен за покровител на държавата Австрия и това се чества ежегодно на 15 ноември. Във Виена и Долна Австрия на този ден не се ходи на училище.

## Живот
Той е син на маркграф Леополд II († 12 октомври 1095) и Ида Австрийска, която участва и умира в Кръстоносния поход от 1101 г. при Хераклея. Младият Леополд е единствен брат на седем сестри, които са омъжени за херцози и графове от Каринтия, Бохемия и Германия.
През 1108 г. Леополд III преживява религиозна екзалтация с видението си за Дева Мария, което го вдъхновява да основе манастирите Клостернойбург, Свети кръст (Хайлигенкройц) (1133) и Клайнмарияцел (1134).
През 1125 г. той се отказва да кандидатства в изборите за крал. Леополд умира на 15 ноември 1136 г. последствие от раняване при лов. Той е погребан в манастир Клостернойбург.

## Фамилия
Първи брак: преди 1103/1104 г. с Аделхай фон Перг/Махланд и има син:
- Адалберт (* 1098, † 1138); ∞ 1. принцеса Аделхайд († млада), дъщеря на крал Болеслав II от Полша; ∞ 2. принцеса Хедвига / София от Арпадите, дъщеря на Алмош принц на Унгария крал на Хърватия († 1093/1095) и принцеса Предслава от Киев

Втори брак: през 1106 г. с Агнес († 24 септември 1143), дъщеря на император Хайнрих IV и Берта Савойска. Агнес е вдовица на херцог Фридрих I Хоенщауфен († 6 април 1105) от Швабия. Двамата имат 17 деца:
- Леополд IV (* 1108, † 1141), херцог на Бавария (1139 – 1141), маркграф на Австрия (1136 – 1141), ∞ 1139 Мария от Бохемия († 1160), дъщеря на Собеслав I, херцог на Бохемия
- Ото, (* 1112, † 1158), епископ на Фрайзинг и историк
- Юта, ∞ Лиутолд граф на Плайн († 1164)
- Агнес (* 1111, † 1157), ∞ 1125 Владислав II Изгнаник, полския княз († 1159)
- Хайнрих II Язомиргот, 1. херцог на Австрия (1156 – 1177), херцог на Бавария, ∞ 1.) 1142 принцеса Гертруда Саксонска, единствена дъщеря на император Лотар III (Суплинбург); ∞ 2.) 1149 Теодора Комнина, принцеса на Византия (+ 1184), племенница на император Мануил I Комнин
- Юдит (* 1115, † 1178), ∞ 1133 Вилхелм V маркграф на Монферат († 1191) (Алерамичи)
- Конрад (* 1120, † 1168), архиепископ Конрад II на Залцбург (1164 – 1168)
- Гертруда (* 1120, † 1150), ∞ 1140 Владислав II крал на Бохемия (1158 – 1172) († 1175), (Пршемисловци)
- Елизабет (* 1123, † 1143), ∞ 1142 граф Херман II, 1123 маркграф на Майсен († 1152)
- Берта (* 1124, † 1160), ∞ Хайнрих III, бургграф на Регенсбург, граф в Донаукни († 1174)